# 負ける気せんね
『負ける気せんね』（まけるきせんね）は、1989年3月21日にビクター音楽産業よりリリースされた、当時のよみうりテレビアナウンサー・辛坊治郎と森たけしのデュエットによる、阪神タイガースの応援歌である。日本テレビ系の当時の朝の情報番組『ズームイン!!朝!』で使用されていた。
最初、レコードとカセットでシングル発売（カセットは両曲のオリジナル・カラオケ入り）、その後シングルCD（8cm）化される。2003年12月17日、『大阪ソウルバラード番外編』（VICL-61278）に収録される形で再発。また後述の『朝生ワイド す・またん!』で使用されたことから再注目され、2012年6月20日には配信シングルとしてリリースされ、その日のうちにiTunesの歌謡曲部門で売上1位になった。
品番：VST-10492（カセット）

## 解説
1989年、日本テレビ系の朝の情報番組『ズームイン!!朝!』の人気コーナーの一つ「プロ野球いれコミ情報」の阪神タイガースのリポートをよみうりテレビが送る際に、阪神が放送日の前日の試合に勝った時に流すBGMとして使われた（負けた時はB面曲の『ハイハイ敗!!』が、引き分けや試合がなかった時は立川清登歌唱版『六甲おろし』のインストゥルメンタルがBGMとして流される）。
ちなみに、直前の1988年（昭和63年）シーズンに同じ日本テレビ系列（現・FYCSホールディングス）の中京テレビ放送が『DRAGONS 竜のテーマ』を作成したことに対抗して作られた。1989年度は森と辛坊両方担当していたのでこの流れだったが、1990年度以降は辛坊が『ニューススクランブル』キャスター就任で『ズーム』は降板したため、森の当番の日のみこの流れで、辛坊の後任で森と一緒に担当した萩原章嘉や、萩原降板後に森と一緒に担当した脇浜紀子や三浦隆志などが担当の日は勝敗に関係無しで『六甲おろし』がBGMとして流されていた。森の『ズーム』降板後は使用されていない。
この2曲が使用されていた1980年代末期から1990年代中期は、いわゆる「暗黒時代」といわれていた時期であったため、『負ける気せんね』より『ハイハイ敗!!』の使用が多かった。
後に辛坊は『ズーム』の後継番組『ズームイン!!SUPER』にニュース解説者として出演したが、阪神がリーグ優勝した2003年のスポーツコーナーでは、本来なら辛坊はスポーツコーナーに出演しないのに、この年のシーズン中は阪神のハッピを着て頻繁に出演していて、勝った時には『負ける気せんね』も流されていた。ちなみに、司会の羽鳥慎一には「辛坊さんはいつからスポーツコーナーのレギュラーになったんでしょう」と言われていた。
2010年3月29日から放送開始された読売テレビ（2007年4月より表記変更）の『朝生ワイド す・またん!』のスポーツコーナー「スポーツ す・またん!」でも、阪神タイガースが前日の試合に勝った時のBGMとして使われている（負けた時に『ハイハイ敗!!』が使われる点も同様）。
2021年10月5日から放送開始されたMBSラジオ『森たけしのスカタンラジオ』のタイガース情報コーナー「週刊こらこらタイガース」でも、阪神の一週間の勝敗を伝えた後のBGMとして、勝ち越した時（勝敗数が同じの時を含む）のBGMとして使われている（負け越した時に『ハイハイ敗!!』が使われる点も同様）。2023年には、阪神がセ・リーグ優勝直後の9月19日放送分と日本シリーズ優勝直後の11月7日放送分のオープニングにて、森がフルコーラスで歌唱した。

## エピソード
- 歌唱印税など、すべての印税は、この曲を歌う辛坊治郎にも森たけしにも全く入らない仕組みになっている[2]。
- この曲のバックコーラスは、1989年当時のズームインのディレクター全員が担当した[2]。
- 作詞作曲したおかげ様ブラザーズのきんた・ミーノによれば、両曲のコンセプトは『負ける気せんね』が「ロック音頭」、『ハイハイ敗!!』が「マカロニウエスタン演歌」なのだという[2]。また『ハイハイ敗!!』では歌詞の一部に「ドナドナ」へのオマージュがみられる。
- リリース当時、森は『2時のワイドショー』の木曜日にレギュラー出演していた。海外出張で森が欠席した回で辛坊が代役で出演の際に、当曲のリリースや当曲のリリースの2年前の1987年には「なんぎゃなぁ」で新語・流行語大賞の流行語部門で銀賞に輝く等で『ズーム』で旋風を巻き起こしていた時期だった事もあり、辛坊は「森くんと色々やってんだって」と司会の奥田博之に言われて苦笑い状態だった[5]。
- 2012年の再リリースについて、森は「ついにこの名曲が21世紀によみがえった!」と述べた他、1位獲得の一報を受けた際には「ビックリしました(⌒-⌒; )　アイチューンズえらいこっちゃ抹茶に紅茶!」とtwitterに書いたという[3]。一方、辛坊も、この一報には驚きを示しており「歌謡曲部門で1位とは驚きました。」と表現し、また、嵐よりもAKBよりも、上位に上がったと思ったという[2]。実際には、これらのグループはポップス部門に分類されているので、比較されることはなく、辛坊自身も、第一報をよこした人（=1989年当時の『ズーム』スタッフの一人であるという[2]）にそのことを指摘されたという[2]。
- 関西地区で唯一の阪神ファンに捧げるコミックソングとして位置づけられている。
- 2016年にNHKラジオで放送された「セパ対抗!今日は一日プロ 野球ソング三昧」では、阪神タイガースの関連曲として流れた。

## 収録曲
1. 負ける気せんね
  - 作詞・作曲：きんた・ミーノ、編曲・バック演奏：おかげ様ブラザーズ
2. ハイハイ敗!!
  - 作詞：きんたミーノ、作曲：スマイリーつかさ、編曲・バック演奏：おかげ様ブラザーズ

シングル・カセットと2012年の配信シングルには更に、上記のオリジナル・カラオケも併せて収録されている。

### 別バージョンなど
1999年4月28日に、松村邦洋と森たけしのデュエットによる『負ける気せんね 〜野村阪神応援ヴァージョン〜』がシングルCDとして発売されている。